# Rhaphuma xenisca
Rhaphuma xenisca är en skalbaggsart som först beskrevs av Bates 1884.  Rhaphuma xenisca ingår i släktet Rhaphuma och familjen långhorningar. Inga underarter finns listade i Catalogue of Life.